# 1981年成昆铁路列车坠桥事故
1981年成昆铁路列车坠桥事故（又名利子依达事故），是1981年7月9日凌晨1時許发生在中国成昆铁路的一起严重的旅客列车意外事故，造成超过240人死亡或失踪，也是中国铁路历史上旅客伤亡最为惨重的事故。

## 经过

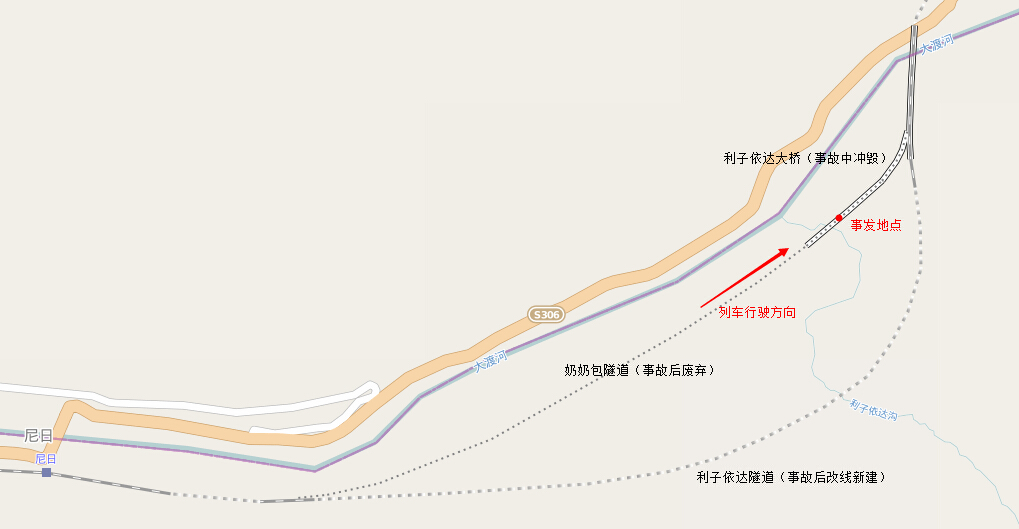
事故及铁路改建示意图

1981年7月9日凌晨1时30分许，大渡河支流利子依达沟爆发泥石流(流速高达13.2m／s，容重达2.32t／m3，且其中包含了大量的巨砾，直径8m以上者达数十块之多)，把沟口的17米高、百多米长的利子依达大桥冲毁。
7月8日由格里坪开往成都的442次直快旅客列车，在7月9日凌晨1时27分，正点到达距成都236公里的甘洛站，1时35分车站发出发车信号，但列车尚未出站车站突然停电，此事曾引起司机注意，但最终决定仍按常规运行。
1时41分，442次列车在尼日站与成都开往金江站（今攀枝花站）的211次快车交会之后，由尼日站开出。一分钟后，尼日站向前方乌斯河站（今漢源站）为442次列车报点期间发现电话中断，线路不通，无法联络。1时45分，列车开上大渡河右岸，以时速40公里速度驶进奶奶包隧道，在转过隧道曲线之后，列车司机王明儒忽然发现隧道出口的山沟旁的护路房倒塌，并且看不到前方利子依达大桥铁轨的反光，立即施行紧急制动。由于从隧道通往大桥的路段是下坡段，坡度达14‰，列车未能在桥面中断位置前停下。1时46分，两台东风3型内燃机车（车号1546、1420）、13号行李车、12号邮政车及3辆客车车厢（9至11号）从桥坠下，其中机车及11至13号车坠入大渡河中，9号和10号车则掉在岸边，8号硬座车厢在桥头的隧道内被强大的冲击力撞出钢轨，翻覆在隧道口外。

## 结果

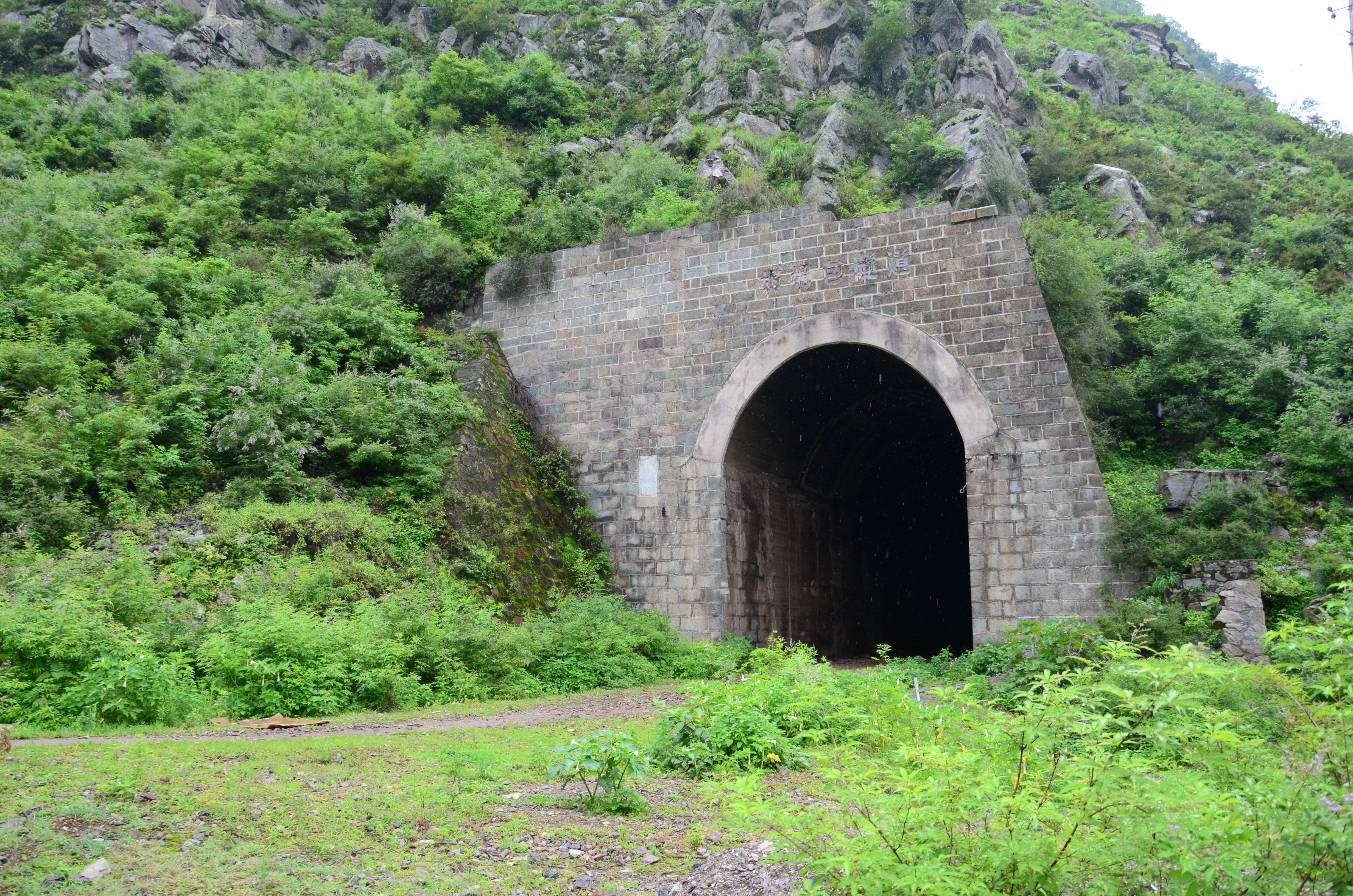
废弃的奶奶包隧道成都端

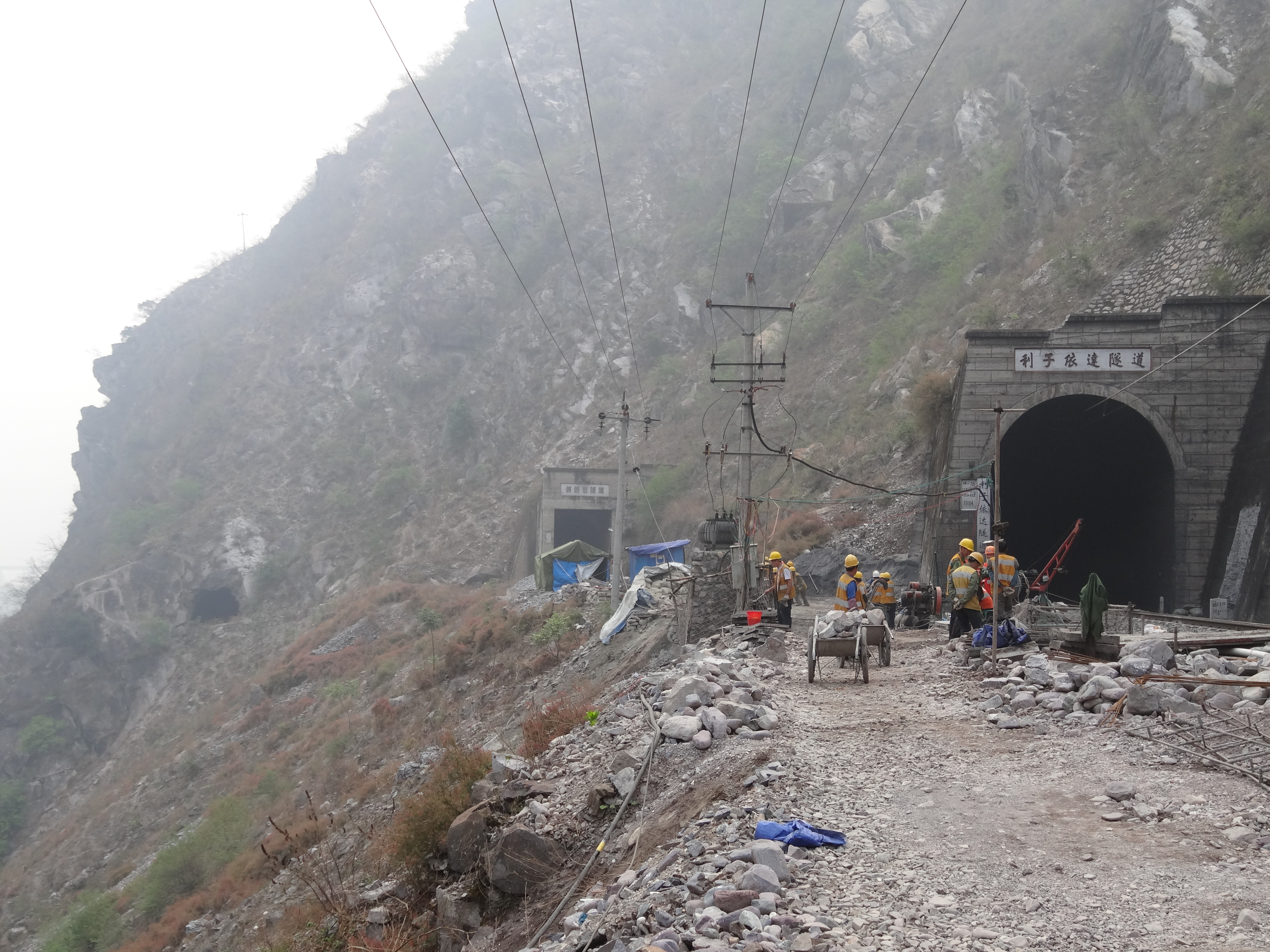
废弃的奶奶包隧道昆明端（远处）及新建的利子依达隧道（近处）

事件共造成275人死亡或失踪，成昆铁路运营中断15天。

### 遇难者
- 正班列车长严怀珍
- 本务机车正副司机王明儒、唐昌华
- 补机机车正副司机韩天才、郑勇
- 第13号行李车厢两位行李员
- 第12号邮政车厢两位邮政押车员
- 第11号硬座车厢两位列车乘务员以及九十多位乘客

### 抢险者
- 列车上轮休的副班列车长米发荣（33岁）：组织指挥全体幸存的乘务人员抢险救人
- 运转车长吴光寿：转身沿着铁路下行方向向尼日车站方向跑，通过电话向上级报告险情，请求紧急救援；
- 列车播音员王书铭：传达命令与通告，安定旅客情绪
- 大批列车值乘人员与旅客赶到奶奶包隧道北出口外的漆黑的利子依达桥南端桥头，抢救坠落在大桥护坡上9号、10号硬座车厢中的旅客。 用桥头的备料枕木与列车的窗帘，及餐车上的箩筐、笤帚、抹布、工作服和食用油，点起了用来照明的五堆大火。 餐车主任、团支部书记刘加其，列车员黄金生、江义夫，餐车炊事员张维献，餐车服务员侯广树等，率先向斜立着的车厢滑下去；
- 坠翻在桥下的9号车厢的列车员张根元，在被一位旅客救出后，不顾自己受伤流血，也立即投入抢救他人的行列中。
- 在宿营车休班的16个列车员中，其中11位是女性，冒着黑夜大雨，从在滑坡体的9号、10号车厢搬出遇难者遗体，背出伤员。救援行动在雨夜中持续了三个小时，一共救出轻重伤旅客140人。
- 在北面相距不远处的护卫成昆铁路大渡河桥的守桥武警部队班长李德祥，乌斯河车站（现在的汉源站）铁路卫生所的17岁女护理员金瑞蓉等八位青年人，赶赴现场，抢救被冲到大渡河滩上的第11号硬座车厢中的旅客。这节车厢的近百名旅客中只有七人尚存生息。在救出五个成年人和一个十岁小女孩，利子依达沟的又一阵泥石流滚滚冲来，11号车厢被冲击得剧烈摆动。李德祥与金瑞蓉不惧危险再一次爬上车厢救出最后一名负伤的旅客后，整个11号车厢被泥石流捲进大渡河的急流。
- 凌晨2点30分，即桥断车坠后的40分钟，以成都铁路局党委书记黄书存和局长杨国辉为首的抢险指挥部成立，随成都分局救援列车紧急赶赴利子依达桥事故现场
- 凌晨三时．事故消息传到了37公里外的凉山彝族自治州甘洛县城。甘洛县委在一小时内组织了公安民警、民政干部、民兵、医生、护士、商店售货员、旅店招待所服务员共计一千多人，带着大批药品、食品、营养品、衣服鞋袜，乘23辆面包车，运往利子依达桥头。
- 凌晨4点05分，甘洛当地驻军接到了县委的电话后，于4点15分紧急集合部队。4点40分，560多名军人分乘12辆大卡车赶到了甘洛火车站。在甘洛火车站，团长梁洪凯带一路部队就地转运伤员，副团长郑家才率领另一路部队乘西昌铁路分局救援列车，开赴利子依达桥。

### 临时抢通
成都铁路分局，西昌铁路分局，贵阳铁路分局的两千多名铁路工人、技术员调赴现场抢通利子依达桥。7月13日下午．滂沱大雨触发了泥石流，吞没了用四个昼夜清理出来的2号桥墩基坑。大桥被冲毁的2号桥墩的临时桥墩钢塔架组装，五十多吨重，高15米，焊缝3000多米，用时7天完成。用红旗130型架桥机完成了架设44米长、70吨重的钢桁梁。至1981年7月24日清晨6时许，经过15个日日夜夜抢通鏖战，在利子依达桥完成了钢结构铁路便桥的建设、便线临时通车。
参加抢通工作的有：成都铁路局电化段、乌斯河工务段、成都铁路局房建三队、贵阳铁路分局息烽工务段桥梁大修队、成都铁路局铁路设计研究院。

## 事后

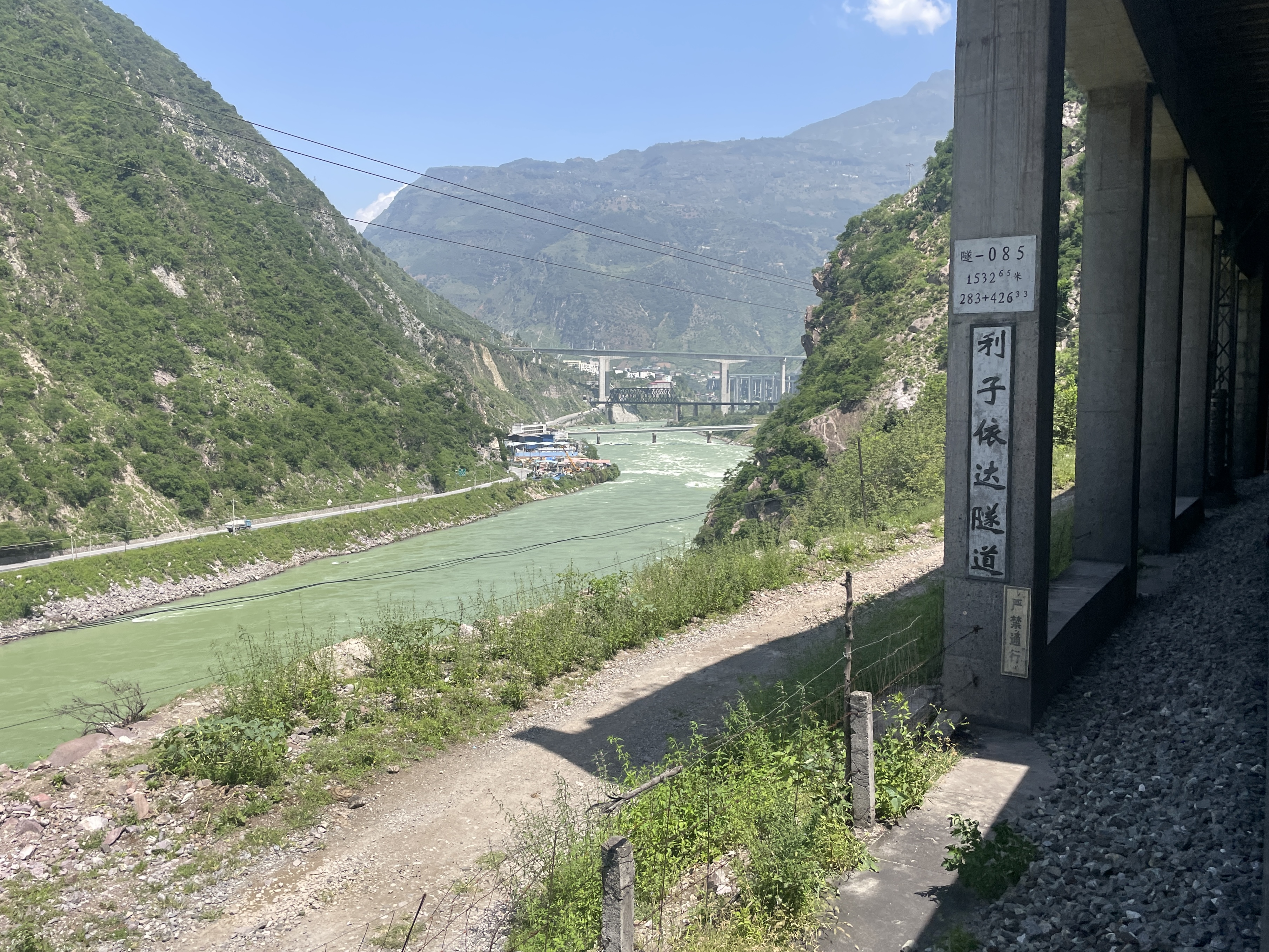
新利子依达隧道昆明端，左侧为旧线

有关方面在事故原址修建临时铁路桥，并于奶奶包隧道入口旁修建新的利子依达隧道。临时铁路桥于同年7月24日恢复通车。
1984年5月，长1465米的利子依达隧道用时3年建成竣工通车。这座新的隧道下穿利子依达沟的底部山体，避开了泥石流对途经列车的威胁。
原有的奶奶包隧道事故后废弃，其铁轨和路枕被拆除；而剩下的利子依达大桥桥墩则仍屹立至今。